# Antonín Zíb
Antonín Vilém Zíb (31. května 1902 Rožmitál pod Třemšínem – 17. září 1972 Praha) byl český rozhlasový herec, vypravěč a recitátor.

## Životopis
Narodil se v roce 1902 v rodině obchodníka Viléma Zíba a Anny roz. Ungermannové. Vychodil obecnou a měšťanskou školu v Rožmitále a poté absolvoval obchodní akademii (1923). Více než kariéra ekonoma ho lákalo divadlo. V letech 1924–1934 hrál v řadě divadel a divadelních společností. Jeho doménou se stával především hlasový projev. V době hospodářské krize, když byla nouze o práci, se v roce 1933 dostal do rozhlasu jako spíkr a recitátor, pro externí spolupráci Radiojournalu. V roce 1940 se stal členem skromného souboru rozhlasových herců. Zíb byl oceňován především pro svůj cit pro obsah předlohy a obrovský rozsah interpretačních prostředků. Nejstarší dochovaný záznam Zíbova hlasu pochází z roku 1937, na němž recituje text sokolské písně „Lví silou, vzletem sokolím“. Zíbova působivého plastického hlasu si začali všímat režiséři. Mezi prvními byl Jaroslav Hutr, díle Václav Sommer, Miloslav Jareš, Josef Bezdíček, Jiří Vasmut a další. V roce 1948 se Antonín Zíb stal členem nově založeného profesionální hereckého souboru Československého rozhlasu. Mezi jeho členy kromě Zíba patřili Lída Otáhalová, Jaroslava Drmlová, Ludvík Řezníček, Ludmila Stamboljeva, Jindra Holmanová, Drahomíra Hůrková, Eduard Kašpar, Artuš Kalous, Václav Piskáček, Bedřich Bobek, Josef Červinka a Bohumil Semerád.
Po roce 1945 byl Zíb obsazován do tehdy prosazovaných rolí klasického repertoáru. V rozhlasových inscenacích ztvárnil Jana Husa, Jana Žižku, Harpagona, Argana, Figara, Peera Gynta a další. Stal se mimořádnou rozhlasovou osobností, jež neměla konkurenci. Zíbův hlas patřil k jedněm z nejoblíbenějších, které se ve vysílání ozývaly. V roce 1954 mu byl udělen Řád práce a v roce 1962 získal titul zasloužilého umělce. Zemřel 17. září 1972 v Praze.

## Dílo (výběr)
| „             | Čím niterněji a přitom civilněji herec promlouvá, tím je jeho výkon lepší. Herec zde může upoutat pouze vnitřním prožitkem. | “ |
| — Antonín Zíb | |   |

Jako spíkr se osvědčil ve filmových dokumentárních snímcích a namluvil komentáře i ke čtyřem hraných filmům. Věnoval se také dabingu. Jeho výkony byly oceněny Řádem práce (1954) a udělením titulu zasloužilý umělec (1962).
Dokumentární filmy (komentář)
- Píseň o sletu (1948)
- Kolona pro Afriku (1961)

Hrané filmy (komentář)
- Olověný chléb (1953)
- Případ ještě nekončí (1957)
- Ledové moře volá (1961)
- Král Králů (1963)

Herecké role
- Zborov (1938)
- Všude žijí lidé (1960)
- Jarní vody (1968)